# 스토리텔링
스토리텔링(storytelling)이란 알리고자 하는 바를 단어, 이미지, 소리를 통해 사건, 이야기로 전달하는 것이다. 스토리 또는 내러티브(narrative)는 모든 문화권에서 교육·문화 보존·엔터테인먼트의 도구로써, 또 도덕적 가치등을 전달하는 방법으로 사실 또는 경험의 저장등 효율적인 정보전달 그 이상의 가치로써 공유되어 왔다. 스토리텔링은 단어, 이미지, 소리 등을 통해서 이야기를 전달하는 것으로 축적된 정보를 주제와 본래의 목적에 맞게 다양한 매체를 이용하여 하나의 사건을 가진 이야기를 만드는 것으로 플롯(plot), 캐릭터(character), 그리고 시점(time line 또는 Time point)이 포함되어야 한다.
'스토리 + 텔링(telling)'의 합성어로서 말 그대로 '이야기하다'라는 의미를 지닌다. 즉 상대방에게 알리고자 하는 바를 재미있고 생생한 이야기로 설득력 있게 전달하는 행위이다. 모든 문화에는 오락, 교육, 문화 보존 또는 도덕적 가치의 주입 수단으로 공유되는 자체 이야기나 서사가 있다. 이야기와 이야기의 중요한 요소에는 음모 , 등장인물 및 서사적 관점이 포함된다. "스토리텔링"이라는 용어는 좁은 의미에서 특히 구술 이야기에 적용될 수 있으며 이야기의 서사를 펼치거나 공개하기 위해 다른 미디어에서 사용되는 기법에 대해서는 더 느슨한 의미로도 사용할 수 있다. 이야기는 어떤 논리적인 설득보다도 사람의 마음을 움직이는 힘이 강력하다. 스토리텔링은 정보를 단순히 전달하는 것이 아니라 전달하고자 하는 정보를 쉽게 이해시키고, 기억하게 하며, 정서적 몰입과 공감을 이끌어내는 특성을 가지고 있기 때문이다. 미래학자 롤프 옌센(Rolf Jensen)은 “세상은 이미 물질적인 부가 아닌 문화와 가치, 생각이 중요해지는 꿈의 사회로 진입했으며, 이러한 사회에서는 브랜드보다 고유한 스토리를 팔아야 하며 이제 스토리텔링을 배우지 못한다면 사람들을 설득할 수 없고, 설득할 수 없다는 것은 원하는 것을 얻지 못한다는 의미와도 같다”고 말했다.
스토리 텔링은 경험을 공유하고 해석하는 수단이다. 피터 L. 버거(Peter L. Berger)는 인간의 삶은 서사적으로 뿌리를 내렸다고 말하면서, 인간은 자신의 삶을 구성하고 이러한 세계와 추억의 관점에서 세상을 가정으로 형성한다고 말한다. 이야기는 문화적, 언어적, 연령별 분열을 연결시킬 수 있다는 점에서 보편적이다. 스토리를 연결성과 완결성을 가지고 끌어가는 것이 스토리텔링이다.
스토리텔링은 언제나 우리 곁에 있어 왔지만 오늘날 미디어의 변화에 의해 새롭게 부상하게 된 이야기 방식이다. ‘스토리(story)’가 ‘무엇’이라는 내용을 나타낸다면, ‘텔링(telling)’은 ‘어떻게’라는 형식을 나타낸다. 서사학 용어로는 스토리(story)와 담화(discourse)에 해당한다. 문자 문화의 내러티브(narrative)와 달리 구술적 특성을 띠고 있다. 스토리텔링은 고대부터 ‘구술 역사’의 의미로 오랫동안 존재해 온 개념으로 볼 수 있지만, 최근 미디어의 변화에 의해 촉발된 담화의 변화 양상으로 새로운 용어로 대두하고 있는 것이다. 즉, 여기서 말하는 신조어 스토리텔링은 1995년 미국 콜로라도에서 열린 ‘디지털 스토리텔링 페스티벌’에서 처음 사용되어 확산된 것이다. 그러던 것이 현재는 최초에 적용된 디지털 미디어뿐만 아니라 특정한 미디어에 국한되지 않고 다양한 문화콘텐츠 장르로 외연을 확장해 활용되고 있다.
현대의 스토리 텔링은 넓은 범위를 가지고 있다. 전통적인 형태 ( 동화, 민화, 신화 , 전설, 우화 등) 외에도 역사, 개인 서술, 정치 논평 및 진화하는 문화적 규범을 표현하는 데까지 확장되었다. 교육 목표를 달성하기 위해 널리 사용되기도 한다. 새로운 형태의 미디어는 사람들이 스토리를 기록하고, 표현하고, 소비 할 수 있는 새로운 방법을 창출하고 있다.

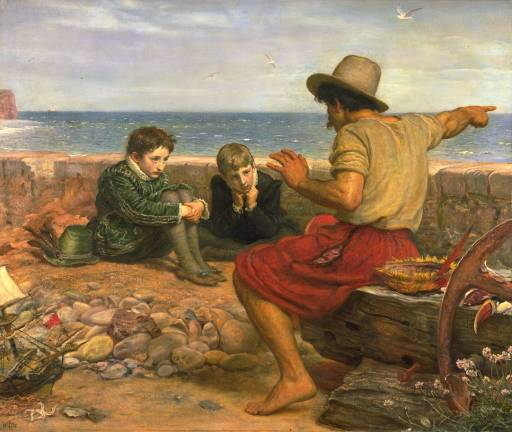
Sir John Everett Millais의 The Boyhood of Raleigh(롤리의 소년기), oil on canvas, 1870.
젊은 뱃사람은 월터 롤리와 그의 동생에게 바다에 무슨 일이 있었는지의 이야기를 알려준다.

## 역사적 관점
사람은 이야기를 하고 싶어 하고, 이야기를 듣고 싶어 하고, 이야기로 다른 사람과 소통하고 싶어 한다. 스토리텔링은 어린 시절부터 세상을 이해하고 배우던 기본 방법인 동시에 이야기가 가지고 있는 창의성과 감성을 바탕으로 꿈과 가치를 보다 호소력을 가지고 설득력 있게 전달해 주는 커뮤니케이션 형태다. 정보를 단순히 단편적으로 전달하는 것이 아니라 전달하고자 하는 정보를 쉽게 이해시키고, 기억하게 하며, 정서적 몰입과 공감을 이끌어내는 특성이 있다는 점에서 어떤 주제를 전달할 때 쓸 수 있는 가장 효과적인 방법이다.
스토리텔링의 가장 초기 형태는 일반적으로 제스처와 표현이 결합된 말하기였다. 고고학자들은 종교 의식의 일부분 일뿐만 아니라 암석 예술이 많은 고대 문화에 대한 스토리텔링의 한 형태 라고 생각했다. 호주 원주민 사람들은 이야기꾼이 이야기를 기억 돕는 수단으로 동굴 벽에 이야기에서 상징을 그렸다. 그 이야기는 구술 서사, 음악, 암각화와 춤의 조합을 사용하여 이야기되었고, 이야기의 기억과 제정을 통해 인간 존재의 이해와 의미를 가져왔다. 사람들은 사진과 문서로 이야기를 기록하기 위해 새긴 나무 줄기와 모래와 나뭇잎과 같은 일시적인 매체를 사용했다. 복잡한 문서 양식은 족보 , 소속 및 사회적 지위에 대한 정보와 함께 이야기를 표현할 수도 있었다.
글쓰기의 출현과 안정적인 휴대용 미디어의 사용으로 스토리는 세계 곳곳에서 기록 및 공유되었다. 이야기는 나무 또는 대나무 및 기타 뼈, 도자기 , 점토판, 돌, 껍질 천 , 종이 , 실크, 캔버스 및 기타 직물에 새겨지고, 긁히거나, 칠하거나, 필름에 디지털 방식으로 저장되었다. 구술 이야기는 세계 곳곳에서 서면 및 방송 매체의 인기가 증가하고 있음에도 불구하고 즉석 이야기꾼에 의해서도 즉흥적으로 만들어지며 대대로 전달되었다.
인간은 누구나 보편적으로 이 세계와 인생에 대한 의문을 품고 있으며, 이에 대한 해답을 얻고자 여러 가지 방식으로 탐구한다. 이야기는 바로 인간 존재에 대한 관심에서 비롯되어 인생에 대한 해석을 담아낸다. 우리는 다양한 이야기를 통해 수많은 사람들의 관점에서 세계를 바라보고 간접적인 체험을 넓혀 가는 것이다. 이는 세계와 인간이 조화를 이루어 가는 하나의 방식이다. 최초의 서사시로 알려진 호머의 『일리아드』처럼 이야기는 인류와 영원을 함께해 왔다. 따라서 고대부터 현재까지, 어린아이에서 노인에 이르기까지 이야기는 영원하다.
동시에 이야기는 계속 변해 간다. 고대에 입에서 입으로 전해 내려오던 서사시는 구술 역사와 문화의 특징을 고스란히 간직하고 있다. 현장성과 집단성을 바탕으로 구술되던 이야기는 쉽게 이해할 수 있고 특히 기억이 용이해야 하므로 반복되는 운율을 살려 지어졌다. 그 후 문자가 발명되고 ‘구텐베르크 혁명’이라 부르는 인쇄술의 발달로 문자 문화에 접어들면서 이야기는 큰 전환을 겪는다. 작가 개인에 의한 하나의 ‘작품’으로 간주되면서 더욱 예술적이고 전문 장르로 발전해 갔으며 이야기의 향유 형태 또한 달라졌다. 구술과는 달리 문자로 고정되고 완결된 이야기의 형태를 지니며 영원히 보존되는 문학 장르가 형성된 것이다. 여기에 견줄만큼 또 하나의 획기적인 사건이 오늘날 디지털 혁명이라 할 수 있다. 또한 그 사이에는 영상 문화 시대에 진입하면서 이야기가 변해오기도 왔다.
그럼에도 불구하고 이야기는 무한하다. 다시 말해 이야기가 아무리 변해 가더라도 그 본질적 속성은 영원히 이어질 것이며 이야기의 영역은 앞으로도 무한히 열려 있다. 스토리텔링이라는 개념이 바로 이를 증명한다. 고대부터 이어진 구술성을 띠고 있으면서도 최첨단 디지털 미디어를 기반으로 하는 이야기 방식을 가리키는 스토리텔링은 이야기의 무한한 가능성을 보여 준다. 오늘날 스토리텔링은 영상 미디어와 디지털 미디어뿐만 아니라 축제나 테마파크 등의 오프라인 콘텐츠까지 다양한 미디어에서 활용한다. 다시 말해 스토리텔링은 책 속에 갇혀 있던 이야기를 세상의 온갖 콘텐츠들로 새롭게 재현시키며 살아움직이게 한다.
사람들의 마음에는 재미있는 이야기에 대한 호모 루덴스(Homo Ludens)적인 욕구와 감동적인 이야기를 통해 인생에 대한 의미를 찾고자 하는 기대가 투영되어 있다.
오늘날 스토리텔링이 부상하게 된 가장 근본적인 이유는 ‘호모 나렌스(Homo Narrans)’, 즉 이야기하는 인간에서 찾을 수 있다. 인간은 끊임없이 이야기를 향유하고 창작하고자 하는 욕구를 가지고 있으며, 이를 통해 세계와 조화를 이루어 나가는 과정 자체가 인간의 삶이라는 것이다. 따라서 미디어의 변화에 의해 아무리 다양한 양식으로 변화해 가더라도 이야기는 본질적으로 인간에게 호응될 수 있는 강력한 잠재력을 지닌다고 할 수 있다. 특히 오늘날에는 누구나 다양한 디지털 미디어를 통해 쉽게 자신의 이야기를 창작하고 전달하며 공유할 수 있는 여건이 마련되었다.
구전의 이야기 전통은 여러 문명에서 발견된다. 스토리텔링이 구술성을 환기시키는 새로운 이야기 방식으로 주목받고 있는 것은 영상과 디지털 미디어를 통해 내러티브와는 차별되는 담화적 특성을 드러내기 때문이다. 이를 가리켜 ‘제2의 구술성’이라고 부른다. 합리주의 극단에서 사람들은 보다 환상적이고 재미있는 이야기를 추구하게 되었고, 이미지를 재현하는 최첨단 기술은 이를 가시화하는 데 성공했다. 다시 말해 스토리텔링은 ‘신화’의 귀환을 불러오고 있는 것이다. 이는 최근 들어 나타난 판타지 장르의 흥행과도 밀접한 관련을 맺는다.

## 학습

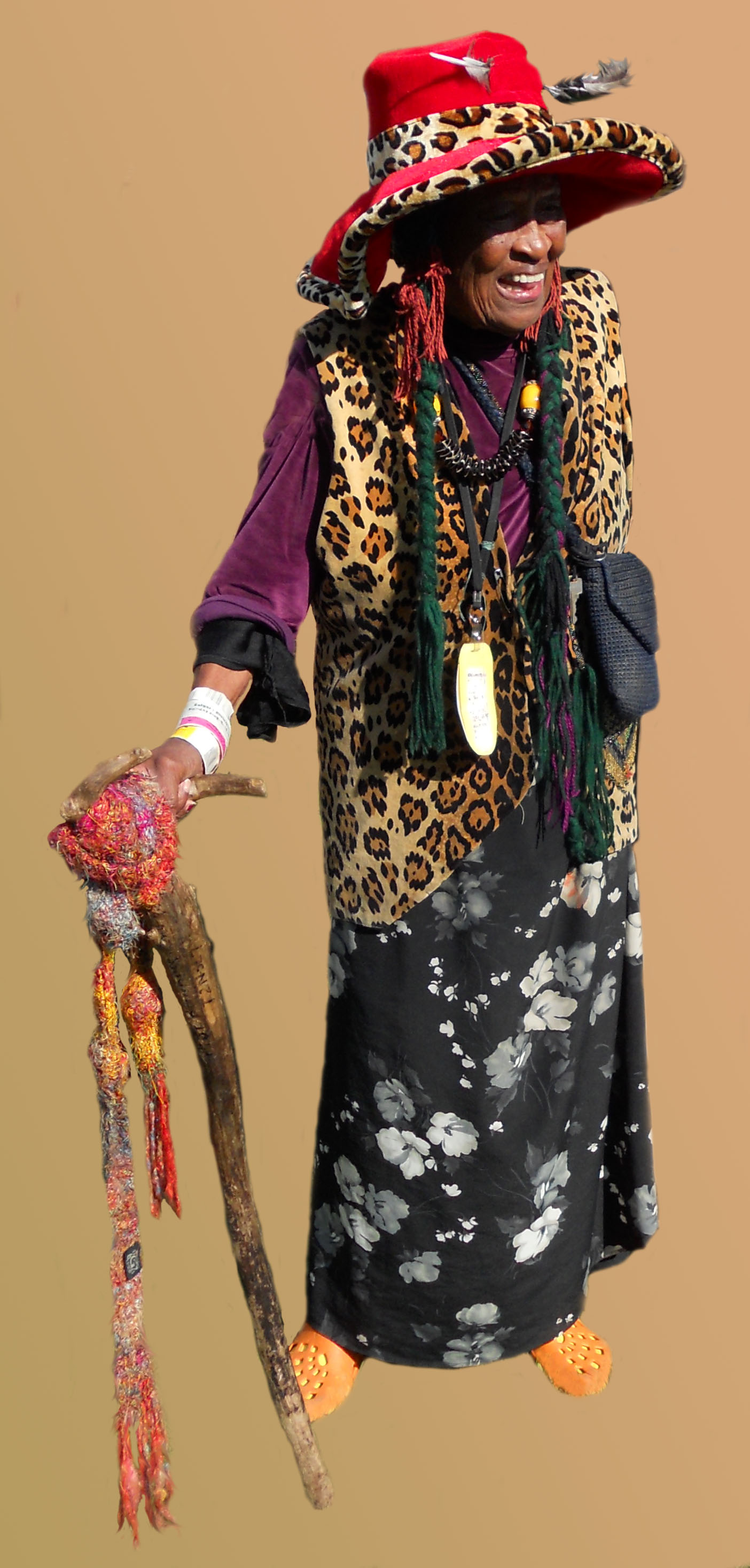
지팡이가 있는 이야기꾼

인간의 지식은 이야기를 기반으로하며 인간의 두뇌는 이야기를 이해하고 기억하고 이야기하는 데 필요한 인지 기계로 구성된다. 인간은 개별적으로나 사회적으로 스토리텔링하는 생명을 선도하는 이야기꾼이 될 수 있다. 이야기는 인간이 내러티브 구조로 생각할 때 인간의 생각을 비추며, 대부분 이야기의 형태로 사실을 기억한다. 따라서 스토리텔링은 분석적 사고를 보완 할 수 있다. 스토리텔링에는 청취자의 청각 및 시각적 감각이 필요하기 때문에 이야기의 정신적 표현을 체계화하고 언어 구조를 인식하며 자신의 생각을 표현하는 방법을 배울 수 있다. 이 스토리텔링 과정은 효과적으로 아이디어를 전달하고 실습을 통해 인간의 성취 가능성을 입증 할 수 있는 능력을 부여한다. 스토리텔링은 기존의 지식을 활용하고 문화적으로나 동기 부여 적으로 해결책을 제시할 수 있다. 이야기는 참여하고 기억하기 때문에 효과적인 교육 도구가 될 수 있다. 이것은 개인이 이야기에 적극적으로 참여하고 최소한의 안내로 관찰하고 듣고 참여할 수 있도록하는 것을 포함한다. 이야기의 주제를 통해 아이들과 환경을 연결하고 반복을 사용하여 자율성을 부여함으로 능력을 배우기위한 학습을 향상시킬 수도 있다. 또한 어린이들에게 모든 삶에 대한 존경심과 상호 연관성을 존중하고 항상 역경을 극복하도록 가르치기 위해 사용될 수도 있다.

### 토착 문화 스토리텔링

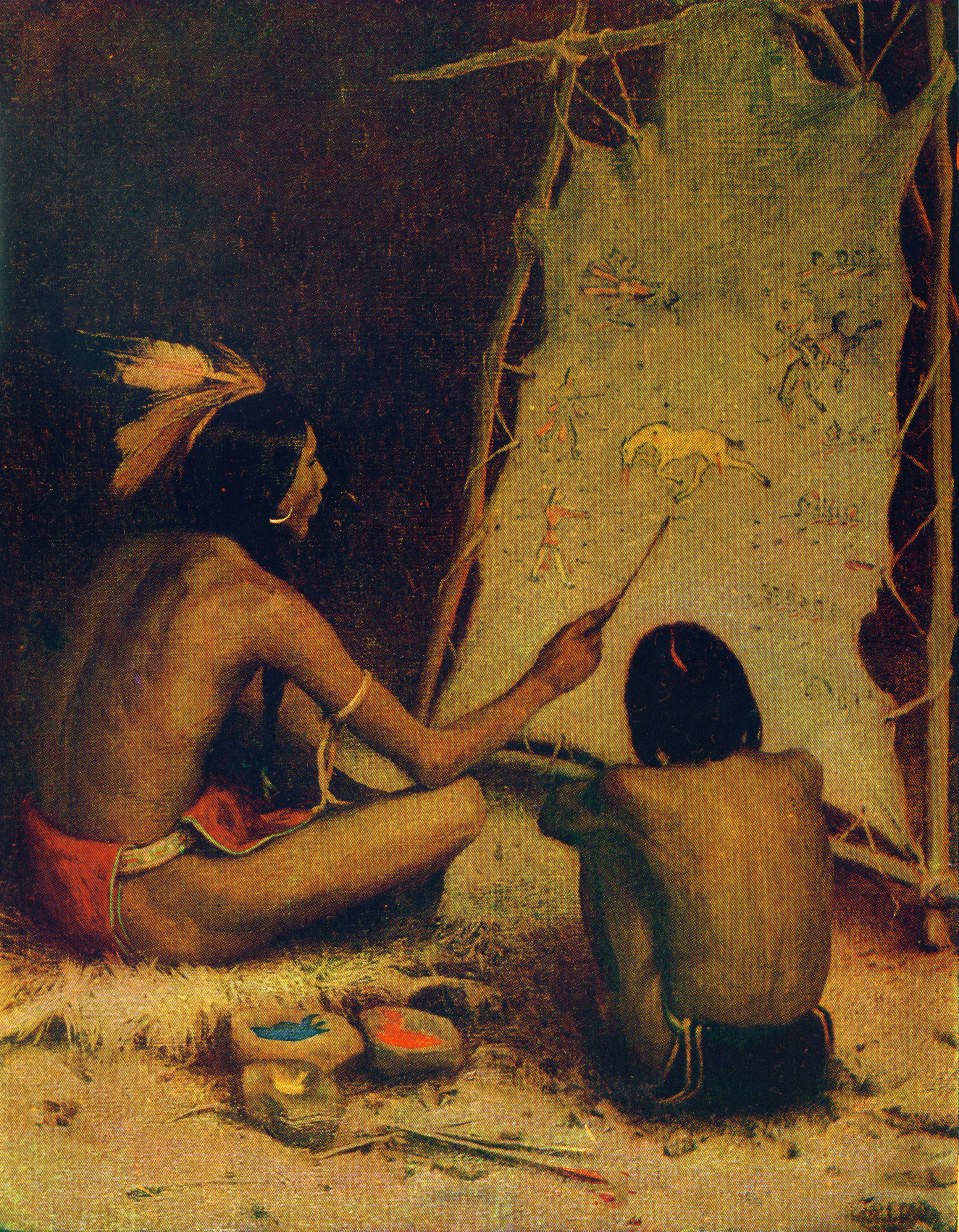
인디언예술가가 사슴 가죽에 수화를 그려 미국인 병사와의 전투 이야기를 하고 있다.

미주 지역의 토착 문화의 경우, 스토리텔링은 자신의 정체성을 개발하는 데 필수적인 관행과 가치와 관련된 구두 형식의 언어로 사용되었다. 이는 공동체 내의 모든 사람들이 내러티브에 자신 만의 감각과 관점을 공동으로 추가할 수 있기 때문이다. 개인적으로나 문화적으로 공유 된 관점 모두 이야기의 공동 창작에 자리를 잡았다. 토착 사회에서의 구술 이야기는 오락을 위한 것이 아니라 교육의 가치에 대한 이야기이기 때문에 다른 형태의 이야기와 다르다.

## 유형 및 요소
소설의 구조나 이야기법과 비슷하게 풀 수 있다. 스토리는 기본적으로 시간의 흐름에 따른 전개를 기본으로 한다. 반면 플롯은 인물이나 사건의 인과관계가 확실하다. 몰입도와 공감도를 좀 더 끌어 올릴 수 있는 스토리의 극적 구조를 알면 도움이 될 수도 있다.
긴장과 이완, 이완과 긴장의 구조를 활용해 이야기에 극적 요소를 가미한다. 불필요한 부분은 과감하게 삭제하고 필요한 대목에서는 보충 설명하는 식으로 스토리를 각색하는 것이 중요하다.
낯설게 하기
스토리가 이야기의 내용이라면 텔링은 이야기의 형식이다. 앞서 제시한 마음을 사로잡는 이야기의 기본 원리가 주로 소재를 비롯한 내용적 측면을 설명해 주었다면 낯설게하기는 형식적 측면에서 어떻게 이야기를 표현해야 하는가를 말해 준다. 아무리 사람들의 관심을 끄는 대중적인 내용을 다루더라도 흥미나 긴장감이 부여되지 않는다면 성공적인 스토리텔링으로 완성되기 어렵다. 따라서 모든 이야기는 언제나 새로운 이야기로 신선하게 다가가야 한다. 낯설게하기 기법을 이해하는 것은 그래서 중요하다. 시간의 불일치를 비롯한 대표적인 낯설게하기 기법과 함께 서스펜스를 중심으로 알아보겠다. 러시아 형식주의 (철학)자들은 모든 예술적인 기교를 낯설게하기로 보았으며 그것 자체가 미적 목적임을 강조했다.

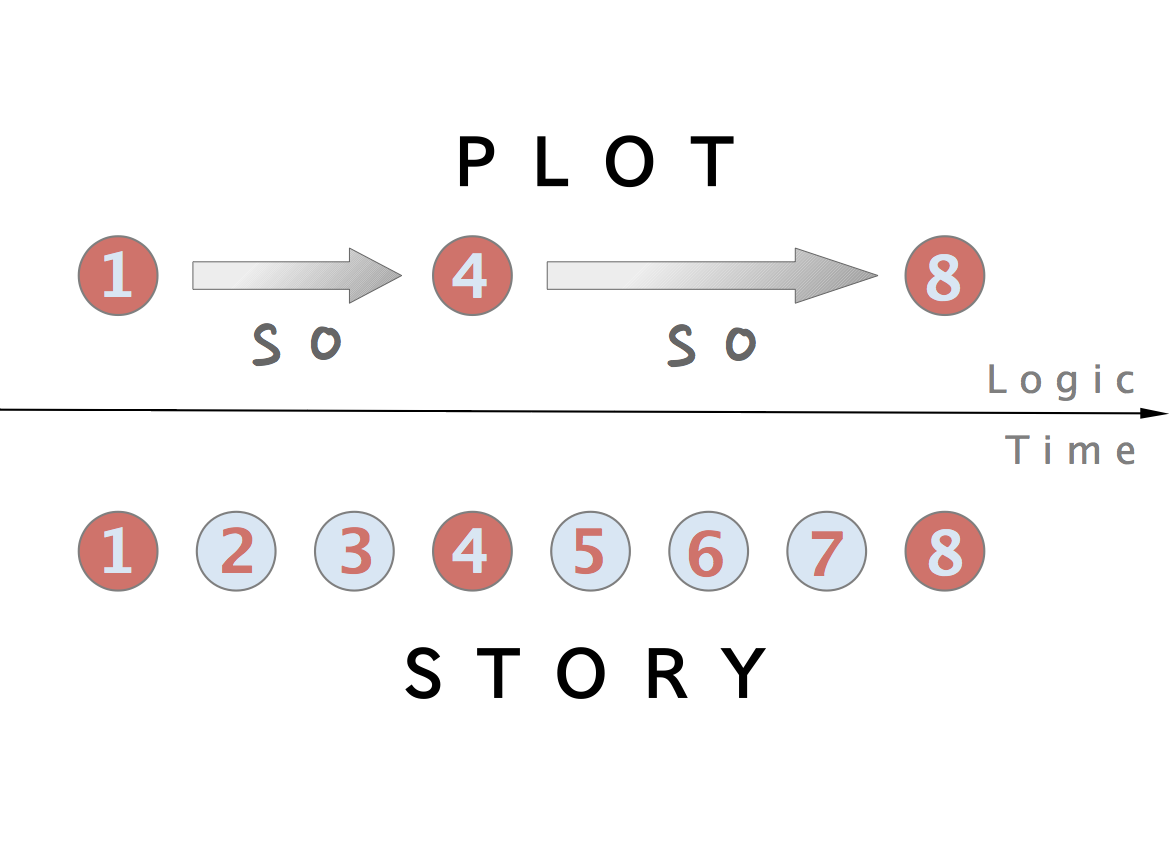
플롯은 이야기에서 사건(이벤트)의 원인과 결과를 구성하는 배열(시퀸스)이다.

#### 플롯의 여덟가지 원칙 (로널드 B. 토비아스 Ronald B. Tobias )
- 전제가 있고 전형적 플롯을 알아야 그것을 깰 수 있다.
- 긴장은 필수이다. 갈등 위에 건축하는 플롯이 있어야 한다.
- 대립하는 세력으로 긴장을 고조시켜야 한다. (적대자)
- 등장인물의 성격은 변해야 한다. (반드시 주인공이 아닐지라도)
- 모든 사건은 중요한 사건이어야 한다.
- 결정적인 것을 사소하게 보이도록 해야한다.
- 인과관계를 벗어나는 운의 부여가 필요하다. (약간의 정도)
- 클라이막스에서 주인공이 중심이 되도록 한다.

왕이 죽었다. 그리고 왕비가 죽었다.
왕이 죽었다. 슬픔을 못 이겨 왕비도 죽었다.
스토리와 플롯의 차이를 설명할 때 언급되는 대표적인 문구이다. 전자와 달리 후자는 사건 사이에 인과관계가 존재하는, 즉 플롯이 있는 스토리다. 플롯과 스토리는 혼동하기 쉽지만 플롯과 스토리는 별개의 개념이다. 스토리는 장면을 나열한 결과물을 뜻하며 플롯은 의미 있는 장면을 위한 구성을 뜻한다. 즉 플롯을 활용한 결과물이 스토리다. 이야기의 기승전결이 갖는 각각의 목표를 이해하고 이야기에 적용시키면 기본적 스토리가 나온다.

#### 스무가지 대표 플롯의 유형 (로널드 B. 토비아스 Ronald B. Tobias)
이 플롯들은 플롯의 '정의'가 아니다. 사람들에게 '이해가 잘되는' 플롯들을 정리해놓은 것이다. 플롯을 위의 것들로 한정짓지 말고 약간 변형을 하면 더욱 신선하게 받아들여질 수도 있다.
- 추구형 플롯 - 찾고 떠나고 추적한다. (돈 키호테, 놈놈놈)
- 모험형 플롯 - 여행에 초첨을 맞춘다. (이상한 나라의 앨리스, 인디아나 존스)
- 추적 플롯 - 도망자의 길은 좁게, 추적 자체가 주인공보다 중요하다. (터미네이터 (영화), 본시리즈)
- 구출 플롯 - 주인공은 악역으로부터 희생자를 구출하고 도덕적 흑백논리도 설득력이 있다. (테이큰 (영화))
- 탈출 플롯 - 주인공은 자신의 의지와 관계 없이 부당하게 억류된다. 실패한 이후 성공하게 한다. (주인공은 희생자, 구출플롯과 반대 ) (도망자, 쇼생크탈출)
- 복수 플롯 - 범죄로부터 이야기 시작 -> 복수 계획과 추적 - > 극적 대결단계를 거친다. 범죄를 목격하게 만든다. (내부자들)
- 수수께끼 플롯 - 실제로 일어나는 것과 일어나야만 하는 것 사이의 갈등에서 수수께끼 시작되어 도전거리를 제공한다. (아이덴티티, 유주얼 서스펙트, 식스 센스 (영화))
- 라이벌 플롯 - 유사한 세력의 갈등이 불가피한 대결을 만든다. 물러서지 않는 대상, 경쟁자가 상대방을 이용한다. (스타워즈 (영화), 베트맨)
- 희생자 플롯 - 라이벌 플롯과 유사하지만 주인공이 훨씬 약한 세력으로 적대 세력 극복의 승리감을 느끼게 한다. 주인공의 정서적 수준을 낮춘다. (아바타 (영화 시리즈), 주라기 공원)
- 유혹 플롯 - 유혹에 따르는 치명적 대가와 관객의 동정으로 혹독한 시련 이후 도덕적 성숙을 겪는다. 복잡한 인물이 유혹에 빠진다. (삼손과 데릴라)
- 변신 플롯 - 변신은 저주의 결과이고 치료는 사랑이다. 변하는 인물에는 미스터리가 있다. (미녀와 야수)
- 변모의 플롯 - 주인공이 인생의 과정 속에서 겪는 변화들이 있다. 변화의 책임을 누가 질 것인가도 중요하다. (마지막 황제)
- 성숙 플롯 - 주인공의 도덕적 심리적 성장을 보여준다. (굿 윌 헌팅)
- 사랑 플롯 - 시련이 존재하는 사랑이다. 시련이 클수록 꽃은 화려하다. (러브스토리, 인생은 아름다워, 로미오와 줄리엣)
- 금지된 사랑 플롯 - 빗나간 열정은 불행한 결말으로 끝난다. (셰익스피어 인 러브, 사랑과 전쟁)
- 희생 플롯 - 희생은 위대한 대가를 부르고 주인공은 낮은 도덕적 차원에서 숭고한 차원으로 변화한다. 운명의 열쇠가 도덕적 난관을 만든다. (아마겟돈 (1998년 영화))
- 발견 플롯 - 인간의 본질에 대한 이해를 발견하는 것이다. 사소한 일에도 인생의 의미가 담겨 있다. (라이프 오브 파이, 라 비 앙 로즈 (영화))
- 지독한 행위 플롯 - 등장인물의 심리적 몰락으로 성격적 결함을 보여준다. (분노의 주먹)
- 상승과 몰락 플롯 - 배경적 요소보다는 등장인물 자체의 행위로 인한 상승과 몰락이 진행된다. (패신저)
- 마무리 플롯

#### 이야기의 구성(아리스토텔레스 Aristotle)
아리스토텔레스는 구조적인 통일성을 강조했다. "스토리에서 어느 한 부분을 없애 버리거나 옮길 때 전체가 어긋나거나 손상을 입어서는 안 된다. 어떤 부분이 있건 없건 별 상관이 없다면 그것은 전체의 유기적인 부분이 아니다." 스토리에서 개연성은 신과 자연의 벌칙이나 상이 아니면 유기적인 통일성에서 어긋난다.
- 시작

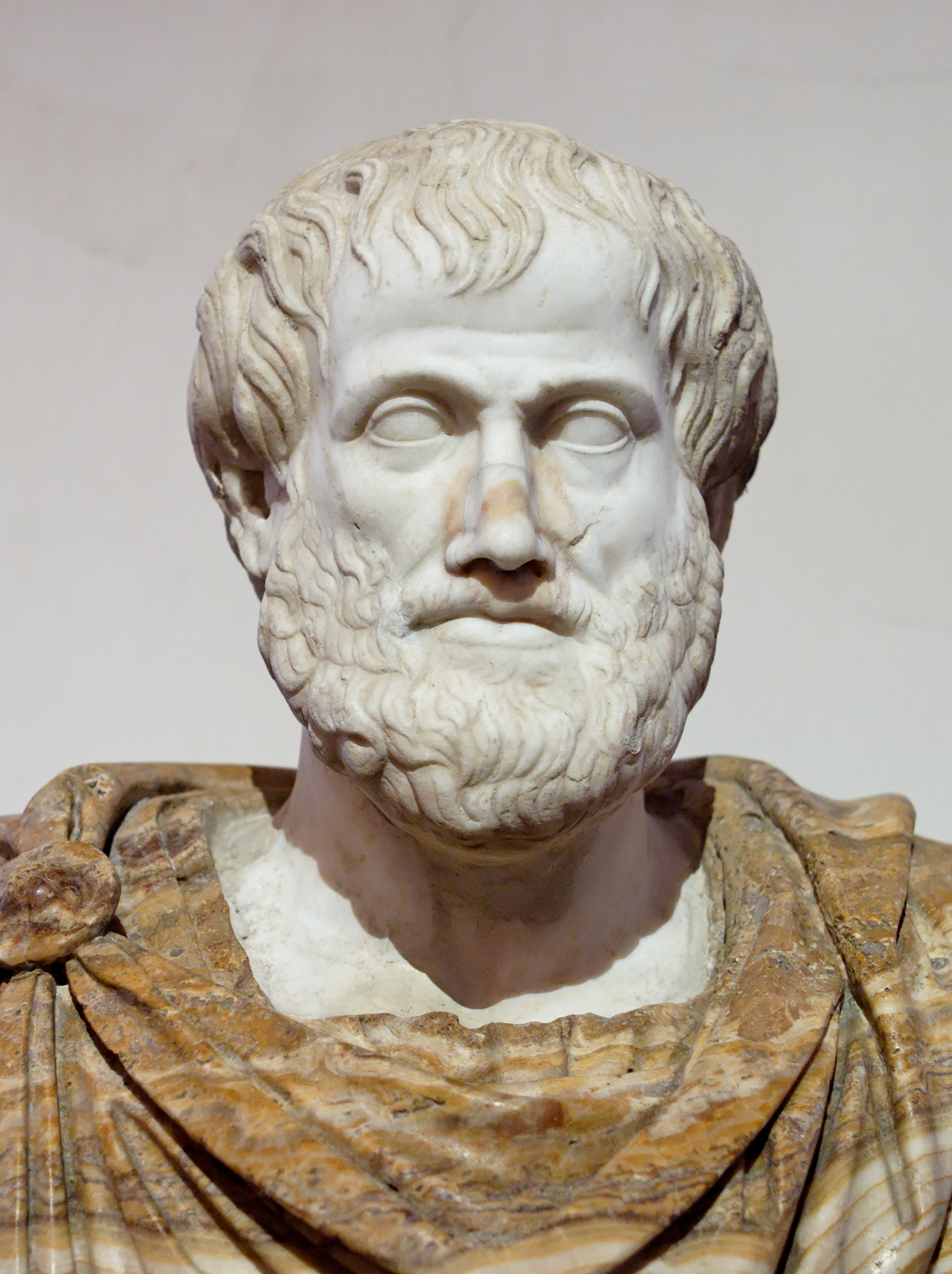
로마 시대에 제작된 아리스토텔레스의 흉상

주인공, 주인공의 욕망(이루려는 일), 주인공의 상황, 적대자 소개, 긴장 유발
- 중간

적대자 부각, 이야기 확장, 또 다른 적대자(장애물들), 적대자와의 간극
- 끝

적대자 및 장애물과의 갈등에서 변화, 협조자 등장(계산된 장치)
이야기의 구성요소
스토리는 상대방에게 어떤 생각을 일방적으로 강요하지 않으면서 상대방을 자신이 원하는 방향으로 이끄는 힘을 가지고 있다. 스토리의 극적인 구조를 통해 몰입도를 높이면서 메시지 전달의 효과를 극대화하는 데 큰 도움이 될 수있다.
- 인물

이야기에 등장하는 주요 인물을 이야기한다. 인물간 관계도로 설명할 수도 있다. 창작자가 아는 것과, 창작자가 만들어낸 캐릭터가 아는 것을 구분해서 생각하는 능력이 필요하다. 캐릭터만 재미있으면 스토리는 따라온다. 이 캐릭터의 목표가 명확해야한다.
등장인물이 모두 인간인 것은 아니다. 기본적으로 비생물체는 그 자체가 소재가 되는 경우보다는 비생물체와 이를 둘러싼 생물체와의 관계가 주요 스토리가 된다. 그 연관성 속에서 더 좋은 스토리의 소재가 되는 것이다. 인위적으로 만들어진 등장인물은 착한 사람과 악한 사람, 그저 그런 사람, 게으른 사람, 잘생긴 사람과 못생긴 사람 등 각종 캐릭터가 설정된다. 극적 구성을 위해 선악이 과장되고 극단적으로 표현된다. 좋은 스토리가 되려면 등장인물들 간의 관계 설정이 훌륭해야 한다. 등장인물간 연결성이 없거나 약하거나 한쪽만의 연관성이 지나치게 강조되면 전체적인 균형성이 깨져 훌륭한 스토리가 되기 어렵다. 생명이 없는 소재는 의인화시켜서 그 소재와 인간과의 관계를 확인하고 강조하고 확장할 수 있다. 생명력이 생긴 무생물은 의인화를 통해 활기를 얻고 인간과의 관계를 통해 스스로를 형상화시키게 된다. 비생물체를 주인공으로 한다 하더라도 그 자체에 대한 이야기는 이야기대로 하면서 주위 생물체와의 관계를 재미있게 설명한다면 스토리는 더욱 빛을 발할 수 있다.
- 세계

시대, 장소, 허구(동화, 게임, 판타지 등)적 혹은 현실적 배경인지 등으로 이 이야기의 배경을 소개한다. 인물들이 원하는 것이 같을지라도, 어떠한 방식으로 다르게 원하고 있는가와 그들이 잃고 얻는 것이 상징하는 바는 무엇인가가 명확해야한다. 사악한 인간군상들, 나약한 인간들, 의인화된 존재들, 선과 악으로 구분지어진 대립하는 존재들 등으로 존재인물들은 어떤 존재인지 소개한다. 위에 소개한 인물들 중 주인공과 조력자와 적대자를 소개한다. 조력자는 적대자가 될 수도 있고, 적대자가 조력자로 변할 수도 있다. 변화한다면 그 변화에 대해서도 소개한다. 조력자와 적대자는 인물이 아닐 수도 있다. 여러 가지 험난한 상황, 천재지변 등, 주인공이 갈등하고 헤쳐나가야 하는 장애물, 그것을 돕는 상황 등도 이들에 해당할 수 있다.
- 도구(수단)

인물들이 무엇을 얻고 달성하기 위해 노력하는가에 대한 것이다. 반드시 갈등을 해결하는 도구가 아니어도 된다. 그것은 갈등을 부추기는 도구가 될 수도 있고, 갈등을 기록하는 도구가 될 수도 있다. 이 도구는 일회성으로 등장하는 것이 아니라 중요한 비중으로 등장할 필요가 있다.
- 갈등

갈등이 존재하지 않을 때 이야기의 개연성이 떨어진다. 그들이 피하려고 하는 것은 무엇인가에 대한 것이다. 장면별로 숨어있는 작은 갈등 뿐 아니라, 큰 이야기 안에서의 갈등을 잡아내는 것이 필요하다. 주인공이 처한 갈등을 소개한다. 갈등은 외적 갈등 즉, 주인공과 적대자의 대립(싸움, 대결, 탐험을 통한 발견, 극복 등)이 될 수도 있고 내적 갈등(주인공의 내면 속에서 혼자 겪고 있는 갈등)이 될 수도 있다.
- 결론

갈등이 어떻게 해결되는지를 서술한다. 갈등이 주인공이 원하는 방식이 되는지, 그렇지 않은지, 열린 결말일지, 후속편을 예고하는지에 대해 소개한다.
스토리텔링에서 가장 중요한 것은 갈등이다. 갈등이 없이는 긴장감이 만들어지지 않는다. 긴장감이 없이는 스토리텔링이 되지 않는다. 긴장감은 스토리를 끌어가는 힘이고 긴장감은 등장인물 간 스토리의 원천이다. 스토리는 갈등을 만들어 내고 해소하는 과정에서 자연스럽게 만들어지는 것이다. 
- 줄거리

아리스토텔레스의 처음 중간 끝, 혹은 기승전결의 구조를 따라 너무 장황하지 않게 서술한다.
- 주제

이 스토리가 궁극적으로 전달하는 메시지는 무엇인가에 대한 것이다. 이는 반드시 교훈적인 주제가 아니어도 된다.

## 활용 분야
스토리텔링은 구체적으로 그림이 그려지는 것이다. 그래서 스토리의 3요소인 인물, 배경, 사건을 통해서 그림이 그려지게 한다.
- 극본(각본) 기반 산업 (Entertainment based on script)

영화, 드라마, 뮤지컬 등

목적: 흥행, 산업확장, 경험, 극장 매체 활용

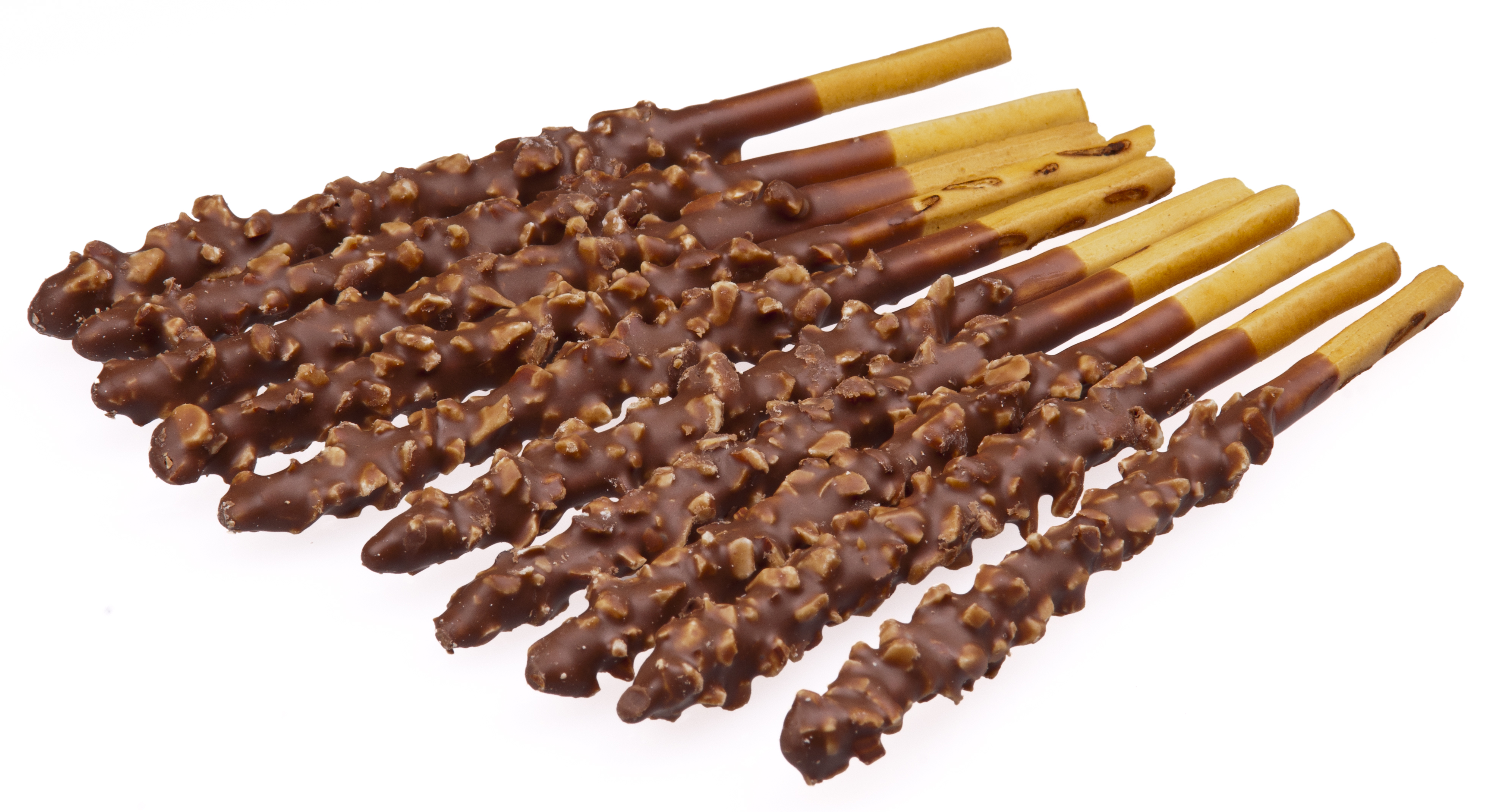
빼빼로의 형태와 11월 11일을 엮은 빼빼로 데이 스토리텔링 마케팅

- 마케팅 (Marketing)

광고, 바이럴 등
목적: 매출(판매), 대리만족(경험), 브랜드 신뢰성, 유행창출, 선택
예시: 빼빼로 데이, 아오모리현 사과, 도끼, 엿
- 브랜딩 (Brand management)

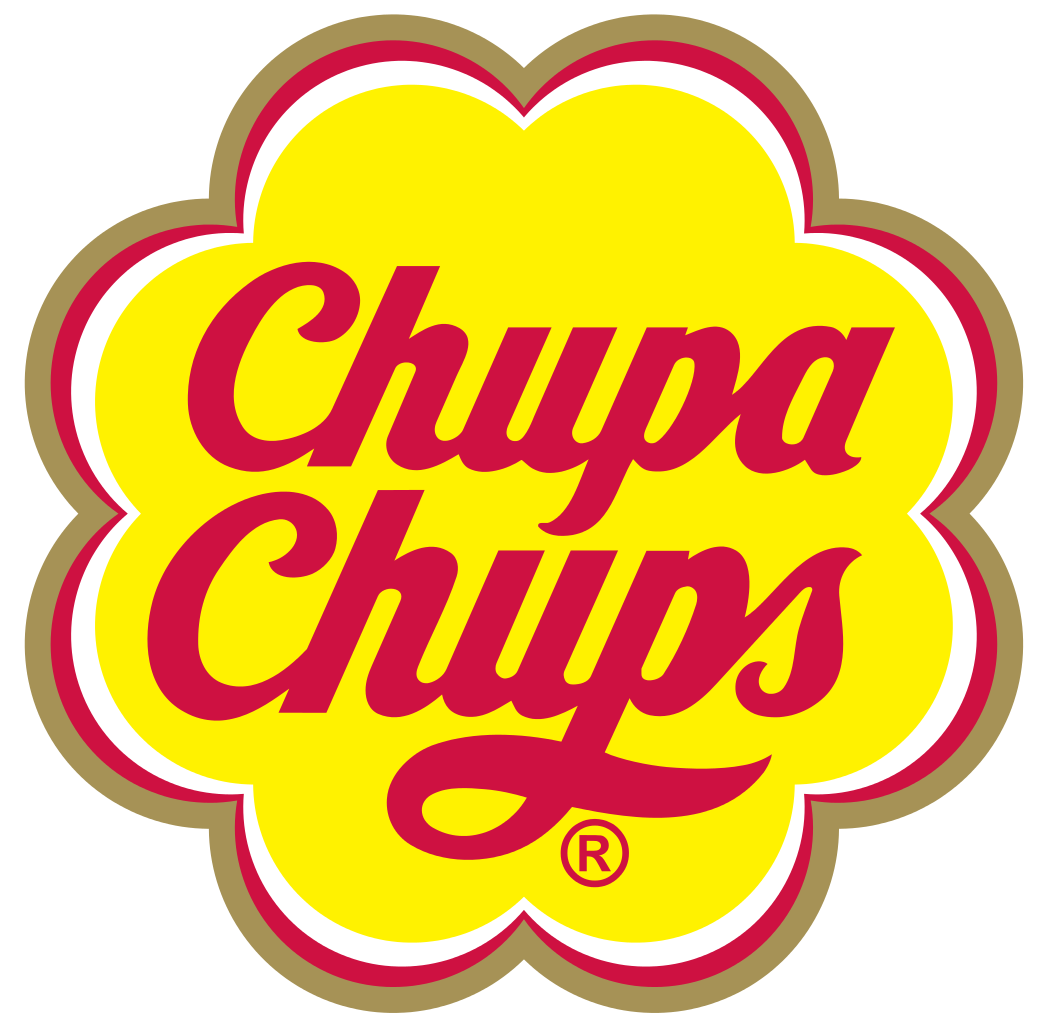
‘핥다’라는 뜻의 스페인어 츄파르(chupar)에서 이름을 딴 이 작은 공 모양의 막대 사탕 츄파춥스

브랜드 아이덴티티, 네이밍, 공식적 관계
목적: 각인, 매출, 대리만족(경험), 브랜드 가치 선점
예시: 츄파춥스, 에비앙, 미녀는 석류를 좋아해, 눈높이 수학, 아이돌 멤버 네이밍
- 예술 (Art)

스토리를 담은 그래피티 아티스트 뱅크시

순수 조형 예술(영상, 회화, 서치 등), 음악(고전 혹은 대중음악)
목적: 추상 표현의 이해, 담론 형성, 간접경험, 공감, 협업
예시: 뱅크시, 마르셀 뒤샹의 샘
- 정치 (Politics)

선거, 정책, 경제, 선동, 선전
목적: 설득, 공감, 담론 형성, 신화
예시: 정치인의 이미지  형성, 정책의 소구, 선전 선동의 도구가 되는 시각적 커뮤니케이션 결과물 등이 있다.

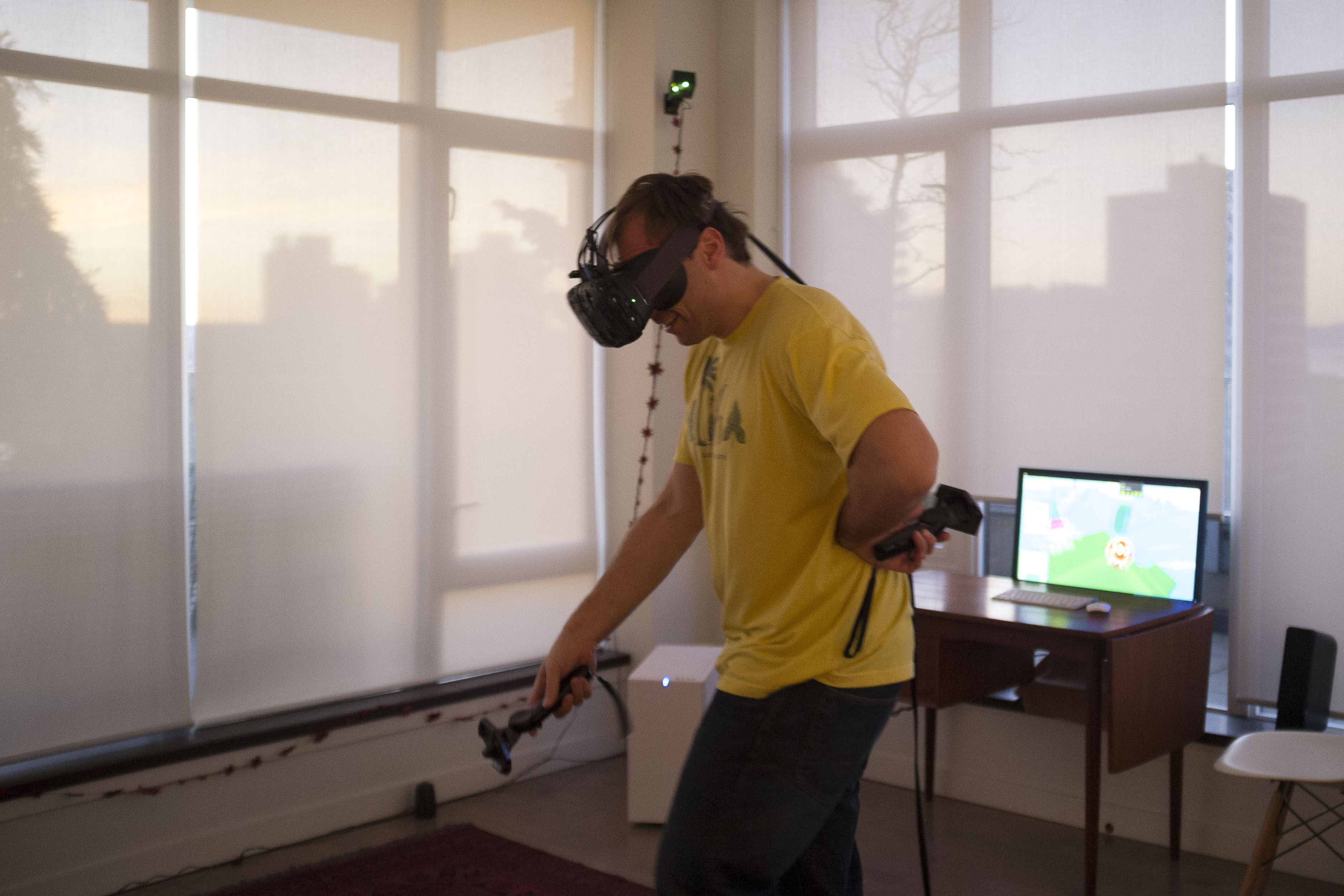
스토리텔링을 활용한 영상산업

- 상호기반 기반 산업 (Entertainment based on interactivity)스토리텔링을 활용한 영상산업게임, 전시, 콘서트, ux가 부여된 제품목적: 확대된 경험(가상공간과 현실공간), 대리만족(경험), 마니아, 흥행예시: 유대감

## 예시
- 브랜드 네임 스토리텔링의 예시

브랜드 탄생 스토리를 담을 수 있으며 브랜드 아이덴티티를 표현하기도 한다. 그뿐만 아니라 기승전결(起承轉結) 중 ‘기(起)’에 역점을 두어 스토리의 3요소인 인물, 배경, 사건을 이용해 스토리텔링하는 경우도 있다. 브랜드에 인물, 배경, 사건을 집어넣어 구체화하는 것이다. 신짱구를 짱구과자에 담아 ‘못말리는 신짱’이 탄생했고, 오리온스낵 청주공장 옥상에 있는 태양열 집열기의 에너지로 구워 태양의 맛이 난다는 ‘태양의 맛! 썬’ 스토리가 개발되었다. 또 초코가 사는 집은 ‘초코하임’이라는 문패를 달게 되었고, ‘辛당동 장독대를 뛰쳐나온 떡볶이 총각의 맛있는 프로포즈’는 한 장의 청혼카드처럼 그림이 그려진다.

- 마케팅 스토리텔링의 예시

성공적인 스토리텔링 마케팅 사례로 말보로 (담배)의 루머 스토리텔링 마케팅이 있다. 긍정적인 브랜드 및 상품 이미지 구축에 도움이 된 예시이다.

말보로 (담배)

사랑에 빠진 두 남녀는 집안의 반대로 결국 여자는 다른 남자와 결혼을 앞두게 된다. 남자는 여자에게 자신이 담배 한가치를 피우는 동안만 옆에 있어달라고 부탁했지만, 필터가 없어 담배는 금방 타들어가고 만다. 그 순간이 너무 소중했고 안타까웠던 남자는 최초로 필터를 적용하여 천천히 타들어가는 담배를 개발했고 큰 성공을 거두게 된다. 다른 남자와 결혼한 그녀는 남편을 일찍 여의고 홀로 힘들게 살아갔는데 뒤늦게 그 소식을 접한 남자는 여자를 찾아갔고 두 사람은 재회를 하게 되었다. 남자는 다음날에 또 찾아오겠다고 했지만 다음날 그녀는 싸늘한 시신이 되어 있었다는 슬픈 러브스토리를 바탕으로 ‘남자는 흘러간 로맨스 때문에 항상 사랑을 기억한다’는 문장의 앞 스펠링만 따서 말보로라는 브랜드를 만들었다는 스토리텔링으로 마케팅을 하고 성공을 거두게 되었다.
이렇게 브랜드에 대한 이야기를 어떻게 푸는지에 따라 사업의 성공에도 영향을 주게 된다.
스토리텔링은 고객 충성도를 높이기 위해 오늘날 광고에 점점 더 많이 사용되고 있다.

에비앙

에비앙의 경우 신장결석을 앓던 한 프랑스 귀족이 에비앙이라는 알프스의 작은 마을 지하수를 마시고 신장결석을 치료했다는 이야기를 마케팅 전략으로 내세워 신비로운 약수의 이미지를 구축했다. 신장결석은 물을 많이 마시면 치료 될 가능성이 높은 질병이어서 기적에 가까운 이야기는 아니지만 브랜드에 맞춰 가치를 부각시켰다는 점에서 의미가 있었다.

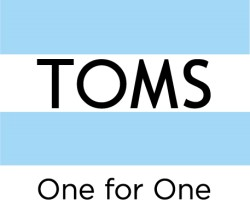
탐스슈즈

아르헨티나 여행 중 신발 없이 맨발로 다니는 어린이들이 토양의 기생충에 감염되어 여러 가지 질병에 시달리는 것을 보고, 창업 계기로 삼은 탐스슈즈는, 소비자들에게 한 켤레를 사면 다른 한 켤레는 가난한 아르헨티나 어린이들에게 기부하는 1＋1 마케팅을 하는 기업으로도 잘 알려져 있다. 이러한 스토리텔링을 마케팅에 활용한 덕분에 많은 소비자를 끌어들이는 데 성공한 대표적인 기업이다. 
이처럼 스토리텔링은 사람의 마음을 움직이는 설득의 도구로 자주 사용된다

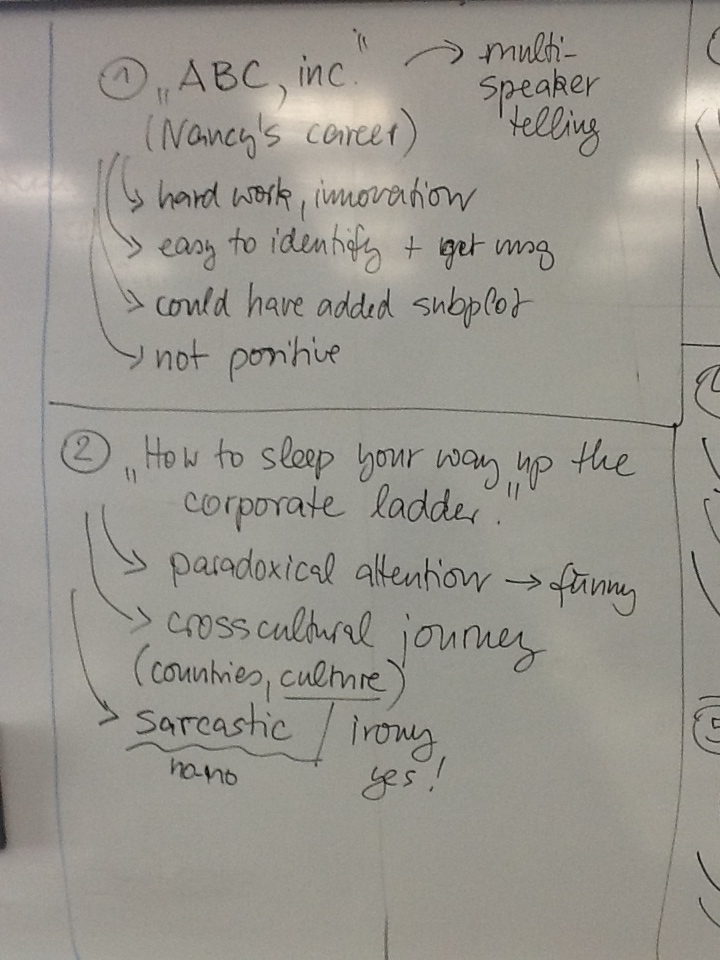
스토리텔링 실천 사례 (2013년 여름 학기 베를린 학교, 유럽 경제 및 경제 (EBEP)

- 직장에서 스토리텔링의 예시스토리텔링 실천 사례 (2013년 여름 학기 베를린 학교, 유럽 경제 및 경제 (EBEP)직장의 경우 스토리 텔링 기술을 사용하여 소통하면 사실만을 사용하는 것보다 정보를 전달하는 데 더 설득력 있고 효과적인 방법이 될 수 있다. 스토리 텔링은 과정을 추론하고 다른 사람들을 설득하는 데 중요한 역할을 할 수 있다.

## 같이 보기
- 이야기
- 소설
- 디지털 스토리텔링
- 플롯
- 영화
- 광고
- 마케팅
- 브랜드
- 내러티브 상담

## 참고 문헌
- Obstfeld, Raymond. (2002). 《Fiction First Aid: Instant Remedies for Novels, Stories and Scripts》. Cincinnati, OH: Writer's Digest Books. ISBN 1582970505.
- Norman Friedman, 'Form of the Plot', ed. By Phillips Stevick, The Theory of Novel, New York, 1967 pp.157-165
- Narratives and Story-Telling | Beyond Intractability". www.beyondintractability.org. Archived from the original on 2017-07-11. Retrieved 2017-07-08.
- 최혜실(2006년) 『문화콘텐츠 스토리텔링을 만나다』. 서울: 삼성경제연구소.
- Carruthers, Iain(2003년) How to Move Minds and Influence People, 도흥찬 옮김(2011년) 『설득의 스토리텔링』. 서울: 생각비행.
- 스토리텔링과 수업 기술, 2011년, 박인기 한국문학논총 (한국문학회)
- Fitzsimmons, Caitlin (March 13, 2009). "Coca-Cola launches new 'Happiness Factory' ad". The Guardian. Archived from the original on March 12, 2016. Retrieved September 22, 2015.
- Plain Language at Work. "The best story wins Archived2014-10-06 at the Wayback Machine.." Mar 25, 2012. Retrieved Dec 19, 2012.
- 스토리텔링의 비밀 (마이클 티어노(지은이),김윤철(옮긴이),아우라(출판),원제 Aristotle's Poetics for Screenwriters (2002년))
- 스토리텔링 연습 (하나의 사건을 다르게 이야기하는 99가지 방법) (매트 매든(지은이),장치혁(옮긴이),클라우드나인(출판),2018년)
- 스토리텔링 애니멀 (인간은 왜 그토록 이야기에 빠져드는가)  (조너선 갓셜(지은이),노승영(옮긴이),민음사(출판),2014년
- EBS 다큐프라임 ‘이야기의 힘’ 제작팀(2011년) 『이야기의 힘』. 서울: 황금물고기
- 영상 콘텐츠 제작 사전, 2014. 9. 17., 커뮤니케이션북스
- 데이비드 하워드 · 에드워드 마블리 지음, 심산 옮김(1999년) 『시나리오 가이드』. 한겨레신문사.
- 아리스토텔레스 외 지음, 천병희 옮김(2002년) 『시학』. 문예출판사.